# سوردوكس
سوردوكس هي بلدية في قسم هوت فيين في منطقة نوفيل آكيتاين في غرب وسط فرنسا.  